# 水栒子
水栒子（学名：Cotoneaster multiflorus）是蔷薇科栒子属的植物。分布在俄罗斯、亚洲以及中国大陆的陕西、甘肃、新疆、河南、西藏、四川、山西、黑龙江、河北、云南、青海、内蒙古、辽宁等地，生长于海拔1,200米至3,500米的地区，一般生长在沟谷及山坡杂木林中。可做观赏植物。
其种加词“multiflorus ”意为“多花的”。

## 别名
栒子木（东北木本植物图志），多花栒子（经济植物手册），多花灰栒子（华北经济植物志要），灰栒子、香李（河南土名）

## 变种
- 水栒子大果变种（C. m. var. calocarpus），又叫大实水栒子，分布于陕西、甘肃、四川。常见于海拔1600-2100米山坡密林中。
- 水栒子紫果变种（C. m. var. atropurpureus），分布于四川西部和云南西北部。常见于海拔2500-3100米的林缘、溪边或灌木丛中。

## 外部連結
- 水栒子, Shuixunzi （页面存档备份，存于） 藥用植物圖像數據庫 (香港浸會大學中醫藥學院) （繁體中文）（英文）